# Franz Widmann
Franz Widmann (* 14. Mai 1921 in Gries bei Bozen; † 29. August 2012 ebenda) war ein Politiker der Südtiroler Volkspartei (SVP), Mitstreiter von Silvius Magnago und bedeutender Akteur in der Südtiroler Nachkriegsgeschichte.

## Leben
Widmann kam 1921 als viertes von zwölf Kindern auf einem Bauernhof in Quirein zur Welt. Sein Vater Josef, ein Vertrauter von Kanonikus Michael Gamper, unterhielt mannigfaltige Kontakte zur Südtiroler Politik- und Wirtschaftselite. Unter den totalitären Regimen von Faschismus und Nationalsozialismus herangewachsen, begann er sich in der nach dem Verbleib Südtirols bei Italien unruhigen Nachkriegszeit politisch in der Südtiroler Volkspartei zu engagieren.
Erste Bekanntheit erlangte Widmann durch eine aufrüttelnde Rede auf der SVP-Landesversammlung 1956. Zusammen mit Hans Dietl war er einer der Drahtzieher der Wende von 1957, bei der die Führungsriege der SVP abgewählt und durch eine neue Politikergeneration, angeführt von Silvius Magnago, abgelöst wurde, die einen deutlich konfrontativeren Kurs zu den regierenden Christdemokraten in Rom und Trient einschlug. Widmann, von nun an Mitglied des Parteiausschusses, blieb dabei stets im Hintergrund, galt jedoch als geschickter Netzwerker und „Königsmacher“. In den entscheidenden Jahren vor dem Abschluss des Südtirol-Pakets sorgte er für Magnagos Rückendeckung und setzte eine harte Linie bezüglich der Forderungen nach einer möglichst weitgehenden Autonomie Südtirols durch.
Ebenso wie Dietl unterhielt Widmann Kontakte zu Mitgliedern der Untergrundorganisation Befreiungsausschuss Südtirol, die mit gewaltsamen Mitteln die Selbstbestimmung Südtirols durchsetzen wollte, etwa zu Sepp Kerschbaumer, Wolfgang Pfaundler, Heinrich Klier und Helmut Heuberger.
Bei der Abstimmung auf der SVP-Landesversammlung 1969 befürwortete Widmann, loyal an der Seite Magnagos, den Abschluss der Paket-Verhandlungen, und zog sich nach diesem Erfolg aus der Politik zurück.
Sein Sohn Thomas Widmann war – bis zu seiner Abspaltung 2023 – ebenfalls SVP-Politiker.

## Publikation
Widmann veröffentlichte 1998 seine Erinnerungen an die Jahre von 1945 bis 1972, die er auf Ermunterung seines politischen Weggefährten Friedl Volgger hin niedergeschrieben hatte. Für Beachtung sorgte dabei insbesondere seine kritische Beleuchtung der Rolle Alcide Degasperis für die Südtiroler Nachkriegszeit.
- Es stand nicht gut um Südtirol. Edition Raetia, Bozen 1998, ISBN 88-7283-117-2.